# Waldfrieden (Herford)
Waldfrieden ist ein Bereich der Neustädter Feldmark in der Stadt Herford. Er wird meistens im Zusammenhang mit dem kleinen Herforder Zoo, dem Tierpark Waldfrieden genannt.

## Lage
Waldfrieden liegt an der östlichen Grenze der Stadt Herford zur Stadt Bad Salzuflen. Südlich schließt sich das Stadtviertel Friedenstal an, das über die Waldfriedenstraße, einer Verbindungsstraße zwischen der Stadtholzstraße und der Salzufler Straße, direkt erreichbar ist.
Das Waldgelände südlich, östlich und nördlich des Waldfriedens wird Stadtwald genannt. Dieser schließt sich südlich an den Stuckenberg an. Nach Osten hin geht er in den Salzufler Stadtforst mit dem Obernberg über.
Von Nordosten in Richtung Südwesten durchfließt den Bereich Waldfrieden der Steinsiekbach. Mit einem kleinen Teich ist er auch Teil des Tierparks.

## Tierpark Waldfrieden
Am Rande des Stadtwaldes liegt auf einer Fläche von 3 ha der Tierpark Herford.

## Britische Streitkräfte
Direkt neben dem Tierpark Waldfrieden befand sich die Maresfield-Kaserne der Britische Rheinarmee. Auch auf der anderen Straßenseite der Stadtholzstraße war ein Teil des Kasernengeländes. Nach der Reduzierung der Truppen der britischen Streitkräfte in Deutschland wurden die Kasernen und Einrichtungen 1994 abgebrochen. Heute befinden sich dort der Sportpark Waldfrieden und ein Wohngebiet.
Die britischen Streitkräfte waren noch bis 2015 auf drei Kasernengeländen in Herford stationiert. Einzelheiten siehe unter Militärgeschichte der Stadt Herford.

## Sportpark Waldfrieden
Im 1996 neu geschaffenen Sportpark Waldfrieden wurden auf dem Gelände der ehemaligen britischen Maresfield-Kaserne mehrere Sportvereine angesiedelt. U. a. befinden sich dort der Tennisclub Herford (TCH), die Turngemeinde Herford (TGH), der Herforder Verein für Luftfahrt, die Deutsche Lebens-Rettungs-Gesellschaft (DLRG), der Radsportclub Endspurt und der Motor-Veteranen-Sport-Club Herford (MSC).

## Wohngebiet
Ein Teil der Fläche, die von den Britischen Streitkräften genutzt worden war, wurde in ein Wohngebiet umgewandelt. Einige der neuen Straßen wurden nach den verstorbenen Herforder Persönlichkeiten Dr. Kurt Schober (ehem. Oberbürgermeister), Walter Ludewig (ehem. Chef des Küchenmöbelproduzenten Poggenpohl), Friedrich-Wilhelm Brinkmann (Gründer der gleichnamigen Herrenbekleidungsfirma mit dem Markennamen Bugatti) und Heinrich Wemhöner (Fabrikant von Holzbearbeitungsmaschinen) benannt.

## Verkehr
Der Bereich Waldfrieden wird durch die Stadtholzstraße in zwei Teile getrennt. Von ihr zweigen die o. g. Straßen sowie einige weitere Wohnstraßen ab.
Östlich und südöstlich des Waldfriedens verläuft die Bundesautobahn 2, an der sich bis 2013 die Raststätten und Tankstellen Herford Nordseite und Herford Südseite befanden. Über die dort noch bestehenden Parkplätze ist die Autobahn für Notfall- und Betriebsfahrzeuge von der Stadtholzstraße aus zu erreichen.